# Всекиму своето (роман)
„Всекиму своето“ (на руски: Каждому своё) е исторически роман от съветския писател Валентин Пикул, написан през 1983 г.

## Сюжет
Внимание:  Текстът по-долу разкрива сюжета на произведението (или части от него)!
Романът се основава на противопоставянето на две исторически личности: Наполеон Бонапарт (1769-1821) и Жан Виктор Моро (1763-1813). В началото на военната си кариера, те са били приятели и видни военни лидери на Френската република, служили вярно на идеалите на Революцията. Но по-късно техните пътища се разделят. Наполеон става император, и страхувайки се от генерала-републиканец, изпраща Моро в САЩ. Въпреки това, много години по-късно, по време на битката при Дрезден през 1813 г., съдбата ще ги срещне един срещу друг на бойното поле ...